# Championnat d'Espagne de football de deuxième division 2004-2005
Navigation
Édition précédente Édition suivante
La saison 2004-2005 de Segunda División est la soixante-quatorzième édition de la deuxième division espagnole. Les vingt-deux clubs participants au championnat sont confrontés à deux reprises aux vingt-et-un autres.
En fin de saison, les trois premiers du classement final sont promus en Primera División alors les quatre derniers sont relégués et remplacés par les quatre meilleures formations de Segunda División B.
Les équipes réserves, ne peuvent pas être promues en Primera División. En revanche, elles peuvent être reléguées en troisième division si elles terminent en bas du classement ou si leurs équipes premières sont reléguées en deuxième division. À l'inverse, si elles terminent à une place promouvable, la place est redistribuée à la première équipe non-promouvable, à condition qu'elle ne soit pas une réserve.

## Participants
| \| Alavés Almería Cadix Celta Ciudad Murcia Córdoba Eibar Elche Ferrol Gimnàstic Lleida Málaga B Murcie Poli. Ejido Pontevedra Rec. Huelva Salamanca Spo. Gijón Tenerife Terrassa Valladolid Xerez \| Localisation des clubs engagés dans le championnat. |
| Alavés Almería Cadix Celta Ciudad Murcia Córdoba Eibar Elche Ferrol Gimnàstic Lleida Málaga B Murcie Poli. Ejido Pontevedra Rec. Huelva Salamanca Spo. Gijón Tenerife Terrassa Valladolid Xerez                                                           |

Les équipes classées de la 4e à la 18e place de la saison dernière, les trois derniers de Primera División 2003-2004 et les quatre équipes vainqueurs des barrages de promotion de Segunda División B 2003-2004 participent à la compétition.
| Équipe                 | Ville                  | Stade                     | Capacité |
| ---------------------- | ---------------------- | ------------------------- | -------- |
| Deportivo Alavés       | Vitoria-Gasteiz        | Mendizorrotza             | 19 800   |
| UD Almería             | Almería                | Jeux méditerranéens       | 15 000   |
| Cadix CF               | Cadix                  | Ramón de Carranza         | 14 485   |
| Celta de Vigo          | Vigo                   | Balaídos                  | 29 000   |
| Ciudad de Murcia       | Murcie                 | La Condomina              | 16 800   |
| Córdoba CF             | Cordoue                | Nuevo Los Pajaritos       | 9 800    |
| SD Eibar               | Eibar                  | Ipurua                    | 5 000    |
| Elche CF               | Elche                  | Martínez Valero           | 36 017   |
| Racing de Ferrol       | Ferrol                 | A Malata                  | 12 024   |
| Gimnàstic de Tarragone | Tarragone              | Nouveau stade             | 14 591   |
| UE Lleida              | Lérida                 | Camp d'Esports            | 13 500   |
| Málaga CF B            | Málaga                 | La Rosaleda               | 28 963   |
| Real Murcie            | Murcie                 | Nueva Condomina           | 33 045   |
| Polideportivo Ejido    | El Ejido               | Santo Domingo             | 7 870    |
| Pontevedra CF          | Pontevedra             | Pasarón                   | 12 000   |
| Recreativo de Huelva   | Huelva                 | Nuevo Colombino           | 21 670   |
| UD Salamanca           | Salamanque             | Helmántico                | 17 341   |
| Sporting de Gijón      | Gijón                  | El Molinón                | 25 885   |
| CD Tenerife            | Santa Cruz de Tenerife | Heliodoro Rodríguez López | 22 824   |
| Terrassa FC            | Terrassa               | Stade olympique           | 6 000    |
| Real Valladolid        | Valladolid             | José Zorrilla             | 26 512   |
| Xerez CD               | Jerez de la Frontera   | Chapín                    | 20 523   |

## Compétition

### Classement
Le classement est établi sur le barème de points classique (victoire à 3 points, match nul à 1, défaite à 0).
Pour départager les égalités, on tient d'abord compte des points en confrontations directes, puis de la différence de buts en confrontations directes, puis du nombre de buts marqués en confrontations directes, puis de la différence de buts générale, puis du nombre de buts marqués, et enfin du nombre de points de fair-play et enfin si la qualification ou la relégation est en jeu, les deux équipes jouent une rencontre d'appui sur terrain neutre.
| Rang | Équipe                   | Pts | J  | G  | N  | P  | Bp | Bc | Diff |
| ---- | ------------------------ | --- | -- | -- | -- | -- | -- | -- | ---- |
| 1    | Cadix CF                 | 76  | 42 | 21 | 13 | 8  | 68 | 30 | +38  |
| 2    | Celta de Vigo R          | 76  | 42 | 22 | 10 | 10 | 55 | 38 | +17  |
| 3    | Deportivo Alavés         | 76  | 42 | 23 | 7  | 12 | 62 | 47 | +15  |
| 4    | SD Eibar                 | 73  | 42 | 20 | 13 | 9  | 53 | 39 | +14  |
| 5    | Recreativo de Huelva     | 71  | 42 | 19 | 14 | 9  | 48 | 32 | +16  |
| 6    | Real Valladolid R        | 63  | 42 | 18 | 9  | 15 | 56 | 56 | 0    |
| 7    | Gimnàstic de Tarragone P | 60  | 42 | 16 | 12 | 14 | 49 | 45 | +4   |
| 8    | Xerez CD                 | 59  | 42 | 14 | 17 | 11 | 39 | 36 | +3   |
| 9    | CD Tenerife              | 57  | 42 | 13 | 18 | 11 | 42 | 45 | -3   |
| 10   | Elche CF                 | 57  | 42 | 16 | 9  | 17 | 51 | 52 | -1   |
| 11   | Sporting de Gijón        | 57  | 42 | 15 | 12 | 15 | 41 | 39 | +2   |
| 12   | Real Murcie R            | 54  | 42 | 15 | 9  | 18 | 40 | 52 | -12  |
| 13   | Polideportivo Ejido      | 52  | 42 | 12 | 16 | 14 | 41 | 45 | -4   |
| 14   | UD Almería               | 51  | 42 | 13 | 12 | 17 | 36 | 44 | -8   |
| 15   | UE Lleida P              | 50  | 42 | 13 | 11 | 18 | 46 | 54 | -8   |
| 16   | Racing de Ferrol P       | 49  | 42 | 12 | 13 | 17 | 55 | 54 | +1   |
| 17   | Málaga CF B              | 48  | 42 | 12 | 12 | 18 | 33 | 51 | -18  |
| 18   | Ciudad de Murcia         | 47  | 42 | 10 | 17 | 15 | 49 | 57 | -8   |
| 19   | Córdoba CF               | 46  | 42 | 12 | 10 | 20 | 43 | 52 | -9   |
| 20   | Terrassa FC              | 44  | 42 | 12 | 8  | 22 | 45 | 63 | -18  |
| 21   | UD Salamanca             | 44  | 42 | 12 | 8  | 22 | 50 | 63 | -13  |
| 22   | Pontevedra CF P          | 44  | 42 | 10 | 14 | 18 | 52 | 60 | -8   |

Promotion
- 1er au 3e : promotion en Primera División

Relégation
- 19e au 22e : relégation en Segunda División B

Abréviations
- R : Relégués de Primera División 2003-2004
- P : Promus de Segunda División B 2003-2004

### Résultats
| Résultats (▼dom., ►ext.)                                   | ALA | ALM | CAD | CEL | CIU | COR | EIB | ELC | FER | GIM | LLE | MAL | MUR | POL | PON | REC | SAL | SPO | TEN | TER | VLL | XER  |
| Deportivo Alavés                                           |     | 2-1 | 1-3 | 0-3 | 1-1 | 1-1 | 0-2 | 1-0 | 2-1 | 1-1 | 2-0 | 3-1 | 2-3 | 2-0 | 3-2 | 0-2 | 2-1 | 0-1 | 1-0 | 4-1 | 2-4 | 2-0  |
| UD Almería                                                 | 0-1 |     | 0-1 | 0-1 | 0-0 | 2-0 | 2-1 | 2-2 | 1-6 | 1-1 | 1-1 | 0-1 | 1-0 | 1-1 | 1-0 | 1-0 | 0-1 | 1-0 | 0-1 | 2-2 | 0-0 | 1-2  |
| Cadix CF                                                   | 0-1 | 2-1 |     | 2-0 | 0-0 | 4-1 | 1-2 | 3-1 | 2-0 | 2-1 | 0-2 | 4-0 | 0-1 | 3-0 | 4-0 | 0-0 | 0-0 | 0-0 | 4-1 | 3-1 | 6-1 | 0-1  |
| Celta de Vigo                                              | 2-2 | 1-0 | 0-2 |     | 0-1 | 0-1 | 1-2 | 2-2 | 1-1 | 1-0 | 0-0 | 0-0 | 1-0 | 1-0 | 2-0 | 1-1 | 2-0 | 1-0 | 1-1 | 2-1 | 2-0 | 2-1  |
| Ciudad de Murcia                                           | 2-0 | 0-1 | 0-0 | 2-2 |     | 1-0 | 1-1 | 0-0 | 3-0 | 1-1 | 1-2 | 0-0 | 1-3 | 1-3 | 2-3 | 2-2 | 2-1 | 0-2 | 0-1 | 2-0 | 2-2 | 0-2  |
| Córdoba CF                                                 | 1-2 | 3-0 | 0-2 | 0-1 | 0-1 |     | 0-0 | 0-2 | 1-2 | 2-0 | 0-1 | 5-2 | 1-1 | 2-1 | 0-0 | 0-2 | 0-0 | 0-0 | 2-0 | 2-1 | 3-4 | 1-2  |
| SD Eibar                                                   | 1-2 | 1-0 | 2-1 | 2-1 | 3-2 | 1-0 |     | 5-2 | 1-1 | 0-2 | 1-1 | 0-0 | 1-0 | 0-0 | 1-2 | 1-2 | 2-1 | 1-0 | 0-0 | 1-0 | 2-0 | 0-0  |
| Elche CF                                                   | 1-2 | 0-0 | 1-1 | 0-1 | 3-1 | 1-2 | 1-0 |     | 2-1 | 3-3 | 2-1 | 2-1 | 1-0 | 3-1 | 2-0 | 0-1 | 0-2 | 4-0 | 0-0 | 1-0 | 3-2 | 1-2  |
| Racing de Ferrol                                           | 2-1 | 0-1 | 1-1 | 1-2 | 4-0 | 0-0 | 0-1 | 0-1 |     | 1-4 | 1-3 | 1-0 | 3-1 | 2-0 | 1-2 | 0-1 | 2-1 | 0-0 | 2-2 | 3-0 | 2-3 | 1-2- |
| Gimnàstic de Tarragone                                     | 1-0 | 1-2 | 1-1 | 0-2 | 0-0 | 1-1 | 3-2 | 2-0 | 1-1 |     | 2-1 | 0-2 | 2-0 | 1-4 | 0-0 | 4-4 | 2-0 | 1-0 | 1-0 | 3-1 | 0-1 | 1-0  |
| UE Lleida                                                  | 0-1 | 1-0 | 1-3 | 0-2 | 0-0 | 1-2 | 1-1 | 1-2 | 1-2 | 2-0 |     | 2-1 | 5-1 | 0-1 | 3-0 | 2-3 | 2-1 | 0-2 | 1-1 | 4-2 | 2-0 | 1-1  |
| Málaga CF B                                                | 1-1 | 1-2 | 1-1 | 0-1 | 3-1 | 3-2 | 0-0 | 1-0 | 1-1 | 0-1 | 1-0 |     | 0-2 | 0-0 | 1-1 | 0-1 | 1-3 | 1-0 | 2-1 | 0-0 | 0-2 | 0-3  |
| Real Murcie                                                | 1-5 | 0-0 | 0-2 | 1-1 | 2-2 | 1-0 | 1-0 | 1-0 | 1-0 | 1-0 | 1-0 | 0-1 |     | 3-3 | 2-2 | 1-3 | 0-0 | 1-3 | 1-0 | 0-1 | 0-1 | 1-1  |
| Polideportivo Ejido                                        | 0-1 | 2-0 | 0-0 | 0-3 | 2-2 | 2-0 | 4-1 | 1-0 | 0-0 | 1-0 | 2-0 | 1-2 | 1-1 |     | 1-0 | 1-0 | 1-1 | 1-1 | 2-2 | 0-0 | 0-3 | 0-0  |
| Pontevedra CF                                              | 1-3 | 0-2 | 1-1 | 3-1 | 2-2 | 1-1 | 2-3 | 2-2 | 1-1 | 3-1 | 5-0 | 1-1 | 0-1 | 0-1 |     | 0-0 | 2-1 | 1-2 | 1-1 | 3-3 | 3-0 | 2-1  |
| Recreativo de Huelva                                       | 0-0 | 1-1 | 1-1 | 1-2 | 3-2 | 3-1 | 0-0 | 2-1 | 0-1 | 1-0 | 3-0 | 0-1 | 1-0 | 1-1 | 2-1 |     | 0-0 | 1-1 | 0-0 | 2-1 | 2-0 | 1-0  |
| UD Salamanca                                               | 3-3 | 3-2 | 1-3 | 0-1 | 0-2 | 0-3 | 1-2 | 2-0 | 0-2 | 0-1 | 0-1 | 1-2 | 3-1 | 1-1 | 2-0 | 1-0 |     | 2-1 | 4-5 | 3-1 | 1-2 | 1-1  |
| Sporting de Gijón                                          | 1-2 | 1-0 | 0-0 | 1-0 | 2-2 | 3-1 | 0-0 | 3-1 | 3-2 | 0-3 | 1-1 | 2-0 | 2-0 | 1-0 | 3-2 | 0-1 | 1-2 |     | 1-1 | 2-0 | 1-1 | 0-0  |
| CD Tenerife                                                | 1-0 | 1-3 | 2-0 | 3-1 | 1-0 | 0-2 | 1-1 | 1-0 | 1-1 | 0-0 | 1-1 | 1-1 | 2-1 | 1-1 | 0-0 | 2-0 | 1-4 | 1-0 |     | 2-1 | 0-2 | 1-0  |
| Terrassa FC                                                | 0-2 | 1-1 | 3-2 | 1-4 | 0-1 | 2-0 | 2-3 | 0-1 | 3-2 | 1-2 | 3-0 | 1-0 | 0-2 | 2-0 | 1-0 | 1-0 | 3-0 | 1-0 | 0-0 |     | 2-1 | 0-1  |
| Real Valladolid                                            | 1-0 | 0-1 | 0-1 | 3-3 | 2-1 | 0-1 | 1-2 | 1-2 | 1-1 | 1-0 | 1-1 | 3-0 | 0-2 | 2-1 | 0-1 | 1-0 | 3-2 | 2-0 | 2-1 | 2-2 |     | 1-1  |
| Xerez CD                                                   | 0-1 | 1-1 | 0-2 | 3-0 | 3-5 | 1-1 | 0-3 | 1-1 | 2-2 | 1-1 | 0-0 | 1-0 | 0-1 | 1-0 | 1-0 | 0-0 | 1-0 | 1-0 | 1-1 | 0-0 | 0-0 |      |
| - Victoire à domicile - Match nul - Victoire à l'extérieur |     |     |     |     |     |     |     |     |     |     |     |     |     |     |     |     |     |     |     |     |     |      |

## Statistiques

### Meilleurs buteurs
Le trophée Pichichi est un trophée décerné par le journal espagnol Marca au meilleur buteur évoluant dans le championnat de deuxième division, il récompense le joueur ayant marqué le plus de buts.
| Rang | Joueur          | Équipe            | Buts |
| ---- | --------------- | ----------------- | ---- |
| 1    | Mario Bermejo   | Racing de Ferrol  | 25   |
| 2    | Daniel Güiza    | Ciudad de Murcia  | 20   |
| 2    | Nino            | Elche CF          | 20   |
| 4    | Joseba Llorente | SD Eibar          | 18   |
| 5    | Rodolfo Bodipo  | Deportivo Alavés  | 16   |
| 5    | Javi Rodríguez  | Pontevedra CF     | 16   |
| 5    | Gorka Brit      | UD Salamanca      | 16   |
| 8    | Rubén Navarro   | Deportivo Alavés  | 15   |
| 9    | Aritz Aduriz    | Real Valladolid   | 14   |
| 10   | Jonathan Sesma  | Cadix CF          | 13   |
| 10   | Nakor Bueno     | UE Lleida         | 13   |
| 10   | Irurzun         | Sporting de Gijón | 13   |

### Meilleurs gardiens
Le trophée Zamora est un trophée décerné par le journal espagnol Marca au meilleur gardien évoluant dans le championnat de deuxième division, il récompense le gardien ayant le meilleur ratio de buts encaissés par match.
| Rang | Joueur            | Équipe                 | Buts encaissés | MJ | Ratio |
| ---- | ----------------- | ---------------------- | -------------- | -- | ----- |
| 1    | Armando Ribeiro   | Cadix CF               | 26             | 40 | 0.65  |
| 2    | Juanjo Valencia   | Gimnàstic de Tarragone | 25             | 30 | 0.83  |
| 3    | José Manuel Pinto | Celta de Vigo          | 35             | 40 | 0.87  |
| 4    | Roberto Fernández | Sporting de Gijón      | 35             | 39 | 0.89  |
| 5    | Joaquín Valerio   | UD Almería             | 34             | 37 | 0.91  |

## Bilan de la saison
| Championnat d'Espagne de football de deuxième division 2004-2005 |                      |
| Champion                                                         | Cadix CF (1er titre) |
| Dauphin                                                          | Celta de Vigo        |
| Promotions et relégations                                        |                      |
| Promus en Primera División                                       | Cadix CF             |
| Promus en Primera División                                       | Celta de Vigo        |
| Promus en Primera División                                       | Deportivo Alavés     |
| Relégués en Segunda División                                     | Levante UD           |
| Relégués en Segunda División                                     | CD Numancia          |
| Relégués en Segunda División                                     | Albacete Balompié    |
| Promus en Segunda División                                       | Hércules CF          |
| Promus en Segunda División                                       | CD Castellón         |
| Promus en Segunda División                                       | Lorca Deportiva      |
| Promus en Segunda División                                       | Real Madrid Castilla |
| Relégués en Segunda División B                                   | Córdoba CF           |
| Relégués en Segunda División B                                   | Terrassa FC          |
| Relégués en Segunda División B                                   | UD Salamanca         |
| Relégués en Segunda División B                                   | Pontevedra CF        |